# Nesreća u rudniku Kreka 26. kolovoza 1990.
Nesreća u rudniku Kreka 26. kolovoza 1990. bila je najveća nesreća u povijesti rudarstva u Bosni i Hercegovini i u cijeloj bivšoj SFRJ. Nitko nikada nije odgovarao za ovu nesreću. Dogodila se 26. kolovoza 1990. godine. Eksplodirala je ugljena prašina nekoliko sati iza ponoći, već u ranim jutarnjim satima. Život je izgubilo 180 rudara iz najmlađe smjene ovog rudnika. Prosjek dobi poginulih bio je 27 godina. Skoro cijela smjena je poginula. Svi koji su tu večer sišli u jamu poginuli su, osim jednog rudara koji je pretrpio teške ozljede. Preživjeli rudar od eksplozije je zadobio opekotine drugog i trećeg stupnja, oštećenje čitavog živčanog sustava, bio je u komi, dobio je PTSP, dijabetes, oslabilo mu je srce. 40 dana bio je u bolnici. Iza poginulih rudara ostale su obitelji s 365 djece. Za djecu se godinama skrbio Rudnik Kreka, a i još uvijek putem zaklade “26. august”, koju je formirao Rudnik Kreka radi skrbi o obiteljima nastradalih. Neki od njih su stambeno zbrinuti, drugi su u međuvremenu završili školovanje, a 130 obitelji odlučilo je uzeti otpremnine. Djeca koja su se htjela školovati bila su stipendirana i po završetku školovanja odmah su bila zaposlena na neka od radnih mjesta u pogonima Rudnika Kreka. Mramor je do te nesreće imao dva rudnika lignita u funkciji (rudnik Dobrnja-Mramor-Sjever i rudnik Dobrnja-Mramor-Jug). Zbog nesreće u pogonu je danas samo Dobrnja-Sjever, jer je jama Dobrnja Jug zatvorena nakon tragedije. Vještaci istrage pokrenute 2006. prema nalogu Županijskog tužiteljstva u Tuzli, došli su do zaključka da je osnovni uzrok nezgode eksplozija oblaka ugljene prašine do koje je došlo nepravilnim miniranjem čelične podgrade. U znak sjećanja na tragediju, svake godine u Rudnicima Kreka, uz nazočnost predstavnika ovdašnjih organa vlasti odaje se počast poginulim rudarima kod spomen obilježja u krugu Rudnika Dobrnja-Jug u Mramoru.

## Vanjske poveznice
- Historija.ba Poginuli rudari - komemoracija